# PR-092
A Rodovia PR-092 é uma estrada pertencente ao governo do Paraná que liga a cidade de Curitiba até a divisa com o Estado de São Paulo, na altura da cidade de Palmital. Coincide com a BR-153 no Norte Pioneiro do Paraná em um trecho de aproximadamente 30 km, e também com a PR-151 em um trecho de aproximadamente 7 km no município de Jaguariaíva.
Cerca de 30% do seu trajeto (aproximadamente 110 km) não está pavimentado, entre Cerro Azul e Doutor Ulysses.
Está em andamento, desde 2019, a duplicação do trecho inicial de 5 km entre Curitiba e Almirante Tamandaré.

## Denominações
- Rodovia dos Minérios: no trecho entre Curitiba e Rio Branco do Sul.
- Rodovia Governador Parigot de Sousa: no ponto em que deixa de coincidir com a PR-151, em Jaguariaíva, até o ponto em que passa a coincidir com a BR-153, em Santo Antônio da Platina (Lei n° 6.544 de 20 de maio de 1974).

## Trechos da Rodovia
A rodovia possui uma extensão total de aproximadamente 382,65 km, podendo ser dividida em 24 trechos, conforme listados a seguir:
| Ponto de referência                                  | Extensão do trecho | Extensão acumulada | Situação        |
| ---------------------------------------------------- | ------------------ | ------------------ | --------------- |
| Entroncamento PR-418 (Ponte Rio Barigui - Curitiba)  | ---                | 0 km               | ---             |
| Entroncamento PR-509 (Almirante Tamandaré)           | 5,2 km             | 5,2 km             | Em duplicação   |
| Entroncamento PR-800 (Acesso a Itaperuçu)            | 11,4 km            | 16,6 km            | Pavimentado     |
| Entroncamento PR-506 (Rio Branco do Sul)             | 3,2 km             | 19,8 km            | Pavimentado     |
| Entroncamento BR-373 e PR-340 (Cerro Azul)           | 53,6 km            | 73,4 km            | Pavimentado     |
| Entroncamento ferroviário (Doutor Ulysses)           | 56 km              | 129,4 km           | Não pavimentado |
| Início do trecho coincidente com a PR-151            | 53,2 km            | 182,6 km           | Não pavimentado |
| Fim do trecho coincidente com a PR-151 (Jaguariaíva) | 7,2 km             | 189,8 km           | Pavimentado     |
| Entroncamento PR-239 (Arapoti)                       | 18,65 km           | 208,45 km          | Pavimentado     |
| Localidade de Calógeras                              | 21 km              | 229,45 km          | Pavimentado     |
| Entroncamento PR-422 (Wenceslau Braz)                | 13,3 km            | 242,75 km          | Pavimentado     |
| Acesso a Wenceslau Braz                              | 1,4 km             | 244,15 km          | Pavimentado     |
| Entroncamento PRT-272 (A)                            | 18,6 km            | 262,75 km          | Pavimentado     |
| Entroncamento PRT-272 (B)/PR-424 (Siqueira Campos)   | 8,6 km             | 271,35 km          | Pavimentado     |
| Perímetro urbano de Siqueira Campos                  | 7,65 km            | 279,0 km           | Pavimentado     |
| Fim do trecho em duplicação                          | 4,1 km             | 283,1 km           | Em duplicação   |
| Entroncamento PR-852 (acesso a Quatiguá)             | 7,25 km            | 290,35 km          | Pavimentado     |
| Entroncamento PR-218 (A) (Joaquim Távora)            | 7,65 km            | 298,00 km          | Pavimentado     |
| Entroncamento PR-218 (B) (acesso a Guapirama)        | 1,25 km            | 299,25 km          | Pavimentado     |
| Início do trecho coincidente com a BR-153            | 19,1 km            | 318,35 km          | Pavimentado     |
| Entroncamento PR-439                                 | 10,5 km            | 328,85 km          | Pavimentado     |
| Acesso a Santo Antônio da Platina                    | 0,9 km             | 329,75 km          | Pavimentado     |
| Fim do trecho coincidente com a BR-153               | 1,1 km             | 330,85 km          | Pavimentado     |
| Entroncamento PR-515 (Barra do Jacaré)               | 26,9 km            | 357,75 km          | Pavimentado     |
| Entroncamento BR-369 (Andirá)                        | 10,5 km            | 368,25 km          | Pavimentado     |
| Entroncamento PR-517                                 | 3,8 km             | 372,05 km          | Pavimentado     |
| Divisa PR/SP - Palmital (São Paulo)                  | 10,6 km            | 382,65 km          | Pavimentado     |

Extensão pavimentada: 273,45 km (71,46%)
Extensão duplicada: 0,00 km (0,00%)

## Municípios atravessados pela rodovia
- Curitiba
- Almirante Tamandaré
- Itaperuçu
- Rio Branco do Sul
- Cerro Azul
- Doutor Ulysses
- Jaguariaíva
- Arapoti
- Wenceslau Braz
- Siqueira Campos
- Quatiguá
- Joaquim Távora
- Santo Antônio da Platina
- Barra do Jacaré
- Andirá
- Palmital (SP)